# Al-Mansura
Al-Manṣūra (in arabo ﺍﻟﻤﻨﺼﻮﺭة‎?) è un villaggio palestinese 29 km a nord-est di Acri, occupato da Israele durante la guerra arabo-israeliana del 1948 con l'operazione Hiram. Il villaggio è disabitato dal momento della sua conquista, vi rimangono solo i ruderi di una chiesa, mentre nel 1931 contava 129 abitazioni con 688 abitanti, divenuti 2300 nel 1945.
Nei dintorni di al-Manṣūra sorgono le località israeliane di Netu'a, Elkosh, Biranit, Mattat e Abirim.